# Мија Вашиковска
Мија Вашиковска (енгл. Mia Wasikowska; IPA: , рођена 25. октобра 1989. у Канбери) аустралијска је глумица и редитељка.
Глумачку каријеру је започела наступајући у аустралијским филмовима и ТВ серијама средином 2000-их, а прве значајније улоге остварила је у ТВ серији На терапији (2008) и драми Вечерње сунце која јој је донела номинацију за Награду Спирит за најбољу глумицу у споредној улози. Пажњу интернационалне публике Вашиковска је привукла 2010. насловном улогом у филму Алиса у земљи чуда Тима Бертона. Исте године појавила се уз Џулијану Мур и Анет Бенинг у комедији Клинци су у реду и освојила награду Холивудског филмског фестивала за глумачко откриће године.
Вашиковска је потом играла главне улоге у филмовима Џејн Ејр Карија Фукунаге и Неспокојни Гаса ван Сана, наступила у костимираној драми Алберт Нобс и криминалистичком филму Без закона. Током 2013. њене изведбе у трилеру Стокер и биографској драми Стазе наишле су на позитивне реакције критичара и донеле јој номинације за неколико награда. Године 2014. тумачила је насловну улогу у адаптацији романа Гистава Флобера Госпођа Бовари, док се 2015. појавила се у хорору Гримизни врх Гиљерма дел Тора.

## Филмографија
| Улоге Мије Вашиковске |                        |               |                     | |
| Година                | Српски назив           | Изворни назив | Улога               | Напомена |
| 2004–05               | Сви свети              |               | Лили Вотсон         | 2 епизоде |
| 2006.                 | Злочин у предрграђу    |               | Лилија              | |
| 2006.                 | Ив                     |               | Ив                  | кратки филм |
| 2007.                 | Ленова љубавна прича   |               | девојка             | кратки филм |
| 2007.                 | Кожа                   |               | Ема                 | кратки филм |
| 2007.                 | Козет                  |               | Козет               | кратки филм |
| 2007.                 | Септембар              |               | Амелија             | |
| 2007.                 | Ужас из реке           |               | Шери                | |
| 2008.                 | Волим Сару Џејн        |               | Сара Џејн           | кратки филм |
| 2008.                 | Летњи одмори           |               | Кара                | кратки филм |
| 2008.                 | Пркос                  |               | Чаја                | |
| 2009.                 | Вечерње сунце          |               | Памела Чоут         | номинација - Награда Спирит за најбољу глумицу у споредној улози |
| 2007.                 | На терапији            |               | Софи                | 9 епизода |
| 2009.                 | Амелија                |               | Елинор Смит         | |
| 2010.                 | Алиса у земљи чуда     |               | Алиса Кингсли       | номинација - Награда Емпајер за најбољег новајлију |
| 2010.                 | Клинци су у реду       |               | Џони                | номинација - Награда Удружења филмских глумаца за најбољу филмску поставу номинација - Награда Удружења телевизијских филмских критичара за најбољу филмску поставу номинација - Награда Удружења бостонских филмских критичара за најбољу глумачку поставу |
| 2011.                 | Џејн Ејр               |               | Џејн Ејр            | номинација - Британска независна филмска награда за најбољу глумицу у главној улози |
| 2011.                 | Неспокојни             |               | Анабел Котон        | |
| 2011.                 | Алберт Нобс            |               | Хелен Доз           | |
| 2012.                 | Без закона             |               | Берта Миникс        | |
| 2013.                 | Скретање               |               |                     | редитељка сегмента |
| 2013.                 | Стокер                 |               | Индија Стокер       | номинација - Награда Емпајер за најбољу глумицу у споредној улози номинација - Награда Сатурн за најбољу глумицу (филм) |
| 2013.                 | Само љубавници опстају |               | Ејва                | |
| 2013.                 | Стазе                  |               | Робин Дејвидсон     | |
| 2013.                 | Двојник                |               | Хана                | номинација - Британска независна филмска награда за најбољу глумицу у споредној улози |
| 2014.                 | Мапе до звезда         |               | Агата Вајс          | |
| 2014.                 | Госпођа Бовари         |               | Ема Бовари          | |
| 2015.                 | Гримизни врх           |               | Идит Кушинг         | |
| 2016.                 | Алиса иза огледала     |               | Алиса Кингсли       | |
| 2020.                 | Са ђаволом све време   |               | Хелен Хатон Лаферти | |